# Partick Thistle Football Club 2016-2017
Questa voce raccoglie le informazioni riguardanti il Partick Thistle Football Club nelle competizioni ufficiali della stagione 2016-2017.

## Rosa
| N. |                             | Ruolo | Calciatore             |
| -- | --------------------------- | ----- | ---------------------- |
| 1  | Rep. Ceca (bandiera)        | P     | Tomáš Černý            |
| 2  | Sierra Leone (bandiera)     | D     | Mustapha Dumbuya       |
| 3  | Scozia (bandiera)           | D     | Callum Booth           |
| 4  | Scozia (bandiera)           | C     | Sean Welsh             |
| 5  | Scozia (bandiera)           | D     | Liam Lindsay           |
| 6  | Ghana (bandiera)            | C     | Abdul Osman (capitano) |
| 7  | Inghilterra (bandiera)      | C     | David Amoo             |
| 8  | Scozia (bandiera)           | C     | Stuart Bannigan        |
| 9  | Scozia (bandiera)           | A     | Kris Doolan            |
| 10 | Scozia (bandiera)           | C     | Chris Erskine          |
| 11 | Scozia (bandiera)           | C     | Steven Lawless         |
| 12 | Scozia (bandiera)           | P     | Ryan Scully            |
| 13 | Irlanda (bandiera)          | C     | Adam Barton            |
| 14 | Inghilterra (bandiera)      | A     | Christie Elliot        |
| 15 | Irlanda del Nord (bandiera) | D     | Danny Devine           |

| N. |                        | Ruolo | Calciatore      |
| -- | ---------------------- | ----- | --------------- |
| 16 | Inghilterra (bandiera) | A     | Ade Azeez       |
| 17 | Irlanda (bandiera)     | D     | Niall Keown     |
| 18 | Scozia (bandiera)      | A     | David Wilson    |
| 19 | Australia (bandiera)   | C     | Ryan Edwards    |
| 20 | Scozia (bandiera)      | C     | Declan McDaid   |
| 21 | Scozia (bandiera)      | D     | David Syme      |
| 22 | Scozia (bandiera)      | C     | Gary Fraser     |
| 23 | Scozia (bandiera)      | D     | Ziggy Gordon    |
| 26 | Scozia (bandiera)      | A     | Neil McLaughlin |
| 27 | Scozia (bandiera)      | A     | Kevin Nisbet    |
| 30 | Scozia (bandiera)      | C     | Andrew McCarthy |
| 32 | Scozia (bandiera)      | A     | Mark Lamont     |
| 35 | Scozia (bandiera)      | P     | Mark Ridgers    |
| 38 | Scozia (bandiera)      | D     | Ross Fleming    |
| 99 | Guinea (bandiera)      | A     | Mathias Pogba   |